# 天河伝説殺人事件 (映画)
『天河伝説殺人事件』（てんかわでんせつさつじんじけん）は、内田康夫の推理小説『天河伝説殺人事件』を原作とした1991年公開の映画である。角川映画15周年記念作品。モントリオール国際映画祭コンペ外出品。
関口誠人による映画の同名主題歌についても、本記事で併せて扱う。

## 製作
1970年代の『犬神家の一族』に端を発した探偵ものブームを再現しようと角川春樹が製作し、監督を担当した市川崑にとっては『犬神家の一族』から数えて15年ぶりの角川映画となった。角川は、ある日突然、市川の元に原作を持って現れて、唐突に監督の打診をした。「『犬神家の一族』の時はうまくブームになったけど、今度はどうかわからんよ」と市川が返すも、「そういうことは自分に任せてくれ」と意に介さず、その場で監督を引き受ける約束を取り付けるとそのまま帰るという強引ぶりだった。
角川春樹は、『犬神家の一族』のプロデューサー市川喜一が、領収書が残らない出費をしていたことに疑いを抱き、弁当代を誤魔化して懐に入れたのではないかと揉めて刑事事件にまで発展させていた。最終的には示談で済んだものの、この決裂が尾を引いて、市川崑は長いこと角川映画作品を撮ることがなくなっていた。本作と『犬神家～』両作品に出演している加藤武は、角川春樹の振る舞いに以下のようにコメントしている。「（犬神家の）現場じゃおとなしいっていうか、おどおどしていたよ。初めてだしね。でも『天河伝説～』のときは、かなり天狗になっていたね。なんだか知らねぇけど、これ（小指を立てて）がしょっちゅういてね、現場に口出しするんだよ」。
映画では、原作に登場する五十鈴のイメージを強調する事と、題材となった能を本格的に描く事に焦点が絞られ、原作に存在した主人公が登場人物とテレパシーで会話を行うといったオカルト要素は徹底的に排除された。また映画化に際して、原作の解りやすさとテンポの速さを重視して、映画全体の話の流れも、難解でなく、スピーディーなものに編集された。

## トリビア
- 劇中で登場する天河神社は、奈良県吉野天川村坪内にある天河大辨財天社ではなく、滋賀県近江八幡市安土町常楽寺にある沙沙貴神社で撮影されたものである[5]。
- 原作および後年のテレビドラマ版では主人公の愛車がトヨタ・ソアラであるのに対し、本作ではジャガー・XJ6であることや、服装の違いなどに監督の趣味が反映されている[6]。
- 劇中の序盤で、主人公とヒロインが、偶然に出会う場面は映画オリジナルの描写だが、これは脚本に参加した冠木新市のアイディアである[6]。
- 劇中の中盤で、能楽堂で殺人事件が発生して、観客の1人だった医師が検視する場面の医師役は、市川監督のかかりつけ医だった新赤坂クリニックの院長・松木康夫であり、登場する診療器具は全て、松木が撮影当日に持参した本物である[7]。

## 受賞
- 日本映画技術賞美術部門（村木忍）

## 解説
続編を匂わせるようなエンディングや「浅見光彦・事件簿ファイル第一号」と書かれていること、一時「第2弾製作決定」が報じられたことがあり、シリーズ化を意図していたようであるが、その後の角川春樹の逮捕に始まる一連の角川書店内部の混乱の影響を受けたこともあってか、現在において「浅見光彦シリーズ」で唯一の映画化作品となっている。
石坂浩二や加藤武が出演し、市川崑が監督を務めており、『犬神家の一族』に始まる石坂版金田一耕助シリーズのテイストが出ていると指摘され、また、映画の広報や宣伝もそれを意図したもので、テレビCMにおけるキャッチコピーは「金田一耕助から十五年……天河に浅見光彦、走る」となっている。公開当時、『オールナイトニッポン』では主題歌のサビ部分を使用したCMが盛んに放送されたほか、『伊集院光のOh!デカナイト』などニッポン放送の深夜番組内でも盛んに取り上げられ、宣伝が行われた。
本作で浅見を演じた榎木孝明は原作者の内田から絶賛され、後述するドラマ化のきっかけともなった。

### フジテレビ版との関係
榎木孝明は、フジテレビ系の『浅見光彦シリーズ』の第1作（1995年）から第14作（2002年）で、本作と同じ浅見光彦役を演じ、光彦役が中村俊介に代わった第15作以降は、兄の浅見陽一郎役を演じている。
同シリーズ第30作（2008年）では本作品と同じ『天河伝説殺人事件』を原作とした『浅見光彦シリーズ30・天河伝説殺人事件』が放送された。フジテレビ版の浅見光彦シリーズにおける『天河伝説殺人事件』には、上述の榎木の他、高崎役の神山繁は水上和憲役、剣持役の伊東四朗は「軽井沢のセンセ」こと内田康夫役で、本作の出演者の一部がそれぞれ出演している。

## ストーリー
新宿高層ビル街で、サラリーマン川島が急死した。そのそばには天河神社の御守り「五十鈴」が落ちていた。毒殺と断定され、仙波警部補は五十鈴を手掛かりに、天川村へ向かう。
一方、天川村に近い吉野の町はずれで、浅見光彦は駐在から密猟の疑いをかけられるが、旅館・天河館の女将・敏子に助けられる。東京へ帰った浅見は、剣持の依頼で能についての旅情ルポを手掛けることになり、再び天川村へ向かう。ところが、その途上の林道で出会った老人が、転落死しているのが見つかり、疑いを掛けられた浅見は拘留される。老人は能楽の名家・水上流の長老、高崎だった。アリバイが成立して釈放された浅見は、秀美から高崎の死の真相を探ってくれと頼まれる。
東京にある水上流の後継者候補は、異母兄妹の和鷹と秀美だ。71歳の宗家・和憲は二人の祖父にあたる。父である和春は、本来の後継者であったが12年前に他界。長子継続が能の世界だが、二人の母・菜津は、秀美を宗家にと推す。和鷹は腹違いの子だったからだ。和憲は和春の追善能を機に、引退を決意していた。そして追善能にて、和憲が演じるはずの『道成寺』の見せ場「釣鐘落とし」の場面で、和鷹が急死。浅見は毒殺の小道具に『雨降らしの面』が使われたと直感するが、証拠品の面は何者かに持ち去られてしまう。
敏子は天河神社の蔵に、秀美と浅見を呼び出し、真実を語り始める。敏子は和鷹の実母であった。かつて、交際していた和春との結婚は許されず、生後間もない和鷹も水上家に連れ去られた敏子は、将来は和鷹を宗家にするという約束の証しに、五十鈴を受け取っていた。これを最近に知った、敏子の中学時代の同級生で、能衣装の販路拡大を狙う川島が、「能衣装の契約をしなければ、水上家の秘密を世にばらす」と五十鈴を見せつけ高崎を恐喝すると、敏子は和鷹の秘密を守るため、川島を殺してしまう。
敏子の犯行に気づき、「和鷹を推していたのにとんでもないことをしてくれた」「和鷹を宗家には出来ない」と激昂した高崎を、敏子は崖に突き落とした。
次の殺意は和憲に向かったが、和憲の踏むはずだった舞台を和鷹が踏んだことで、最愛のわが子を殺してしまったのだ。
天河神社で行われる薪能の夜、和憲はかつて敏子にした仕打ちを詫び、敏子は和鷹を手放すべきではなかったと悔やむ。そして敏子は和憲が隠していた面をそばに、殺人に用いた毒を自ら含み、死亡する。

## キャスト
- 浅見光彦 - 榎木孝明
- 長原敏子 - 岸惠子
- 水上和憲 - 日下武史
- 水上秀美 - 財前直見
- 水上和鷹 - 山口粧太
- 水上和春 - 山口真司
- 道伝正一 - 岸部一徳
- 高崎義則 - 神山繁
- 権藤綾 - 奈良岡朋子
- 仁礼神官 - 大滝秀治
- 中村（巡査） - 常田富士男
- 石渡五郎 - 酒井敏也
- 石渡ユリ - 岡本麗
- 福本幸吉 - 出光元
- 福本くめ - 横山道代
- 福本千代栄 - 木原三貴
- 気賀沢（刑事） - 貞永敏
- 川島幸司 - 井上博一
- 川島妙子 - 立原麻衣
- 松山（医師） - 松木康夫
- 倉田（刑事） - 斎藤洋介
- 橘（署長） - 小林昭二
- 仙波（警部補） - 加藤武
- 水上菜津 - 岸田今日子
- 剣持譲介 - 伊東四朗
- 浅見陽一郎 - 石坂浩二
- 水上流弟子A - 五島拓弥
- 水上流弟子B - 武野功雄
- 水上流弟子C - 村山ひろし
- 水上流その他の弟子たち - 清末裕之、井上浩、阪東豊之助、西村直人、岡田茂、宇治川理斉

## スタッフ
- 監督 - 市川崑
- 原作 - 内田康夫
- 脚本 - 久里子亭、日高真也、冠木新市
- 撮影 - 五十畑幸勇
- 音楽 - 宮下富実夫（ポニーキャニオン）、谷川賢作
- 音楽プロデューサー - 石川光
- 美術 - 村木忍
- 編集 - 長田千鶴子
- 録音 - 斉藤禎一
- 調音 - 大橋鉄矢
- 整音 - 東宝サウンドクリエイティブスタジオ
- スチル - 橋山直己
- 助監督 - 永井正夫、手塚昌明
- 音響効果 - 斉藤昌利（東洋音響カモメ）
- 照明 - 下村一夫
- 合成 - 三瓶一信
- 記録 - 原田良子
- 衣装 - 斉藤育子、川上鈴雄
- 衣装協力 - MARTIN'S EVOLUTION、鈴乃屋
- タイトルアート - 板垣恵一
- タイトル - デン・フィルム・エフェクト
- 能監修 - 観世栄夫
- 能協力 - 銕仙会
- 医事指導 - 松木康夫
- ロケ協力 - 天河大辨財天社・柿崎神酒之祐（宮司）、沙沙貴神社・岳眞社（宮司）、ロイヤル、原宿ミスティック
- 現像 - IMAGICA
- カメラ - パナビジョン
- スタジオ - 東宝スタジオ
- 製作者 - 角川春樹
- 製作担当 - 福島聡司
- プロデューサー - 冨澤幸男、霜村裕
- 製作委員会 - 日本テレビ放送網、讀賣テレビ放送、近畿日本鉄道、近鉄百貨店、奈良交通、電通、IMAGICA、東京佐川急便、バンダイ、日本衛星放送、パイオニアLDC、中京テレビ放送、宮城テレビ放送、熊本県民テレビ、北斗塾、角川書店

## 主題歌
- 関口誠人「天河伝説殺人事件」（ポニーキャニオン） - 本編に使用
- 中森明菜「二人静 -「天河伝説殺人事件」より」（ワーナー・パイオニア（現・ワーナーミュージック・ジャパン）） - テレビCMの宣伝でのみ使用

### 解説
オリコンでの最高順位こそ16位止まりだったが、ロングヒットしたことにより1991年度の年間シングルチャートでは99位に入った。また、オリコンの集計によると、17.1万枚の売り上げを記録した。
同年4月26日に出演した「ミュージックステーション」では、中森明菜と共に『二人静 -「天河伝説殺人事件」より』→『天河伝説殺人事件』のメドレーを披露した。

### 収録曲
1. 天河伝説殺人事件
  - 作詞：松本隆、作曲：関口誠人、編曲：井上鑑
    - 映画「天河伝説殺人事件」主題歌
2. 宝島
  - 作詞・作曲・編曲：関口誠人

### カバー
「天河伝説殺人事件」
- ケ－シー・リー（中国語: 李國祥）「最後的浪漫」（1992年3月） - 「摘星的晚上」#10 収録 ※広東語
- ハネン・ロク（中国語: 陸家俊）「胭脂愁」（1992年7月） - 「陸家俊」#4 収録 ※広東語